# Nova Mahala
Nova Mahala (macedónul: Нова Маала) település Észak-Macedóniában, a Délkeleti körzetben, a Vaszilevói járásban.

## Népesség
| Lakosok száma | 696  | 784  | 622  | 540  | 761  | 814  | 739  | 823  | 893  |
|               | 1948 | 1953 | 1961 | 1971 | 1981 | 1991 | 1994 | 2002 | 2021 |

- 2002-ben 823 lakosa volt, akik közül 679 macedón, 142 török és 2 egyéb.